# Arne Birkemose
Arne Birkemose (født 24. oktober 1998 i Svendborg) er en cykelrytter fra Danmark, der kører for Cykling Odense. Han er primært kendt for banecykling.